# Rácz István (pedagógus)
Rácz István (Kisláng, 1917. április 7. – Pápa, 1991. június 28.) tanár, történész.

## Élete
1936-ban érettségizett a Pápai Református Gimnáziumban, majd a Budapesti Tudományegyetemen tanult tovább, ahol 1941-ben középiskolai tanári oklevelet szerzett. 1939 nyarán az Eötvös József Collegium ösztöndíjasaként Münchenben dolgozott doktori értekezésén. 1943-ban egyetemi doktorrá avatták. 1941 szeptemberétől az 1952-es államosításig a pápai gimnázium tanára. 1952-ben orosz nyelvből is általános iskolai tanári oklevelet szerzett. 1953-1974 között a Petőfi Sándor Gimnázium tanára, nyugdíjazásáig igazgató-helyettes.
A pápai Alsóvárosi temetőben nyugszik.

## Művei
- 1942 A magyar történelmi forrásul szolgáló görög kéziratok kiadása. Budapest